# Pilot Butte (Saskatchewan)
Pilot Butte est une municipalité canadienne du centre-sud de la province de la Saskatchewan. Elle compte 2638 habitants et forme avec White City une agglomération secondaire résidentielle à l'est de Régina.

## Géographie
À vol d'oiseau, Pilot Butte se situe à 15 km à l'est du centre ville de Régina, la capitale saskatchewanaise. Le bourg est établi à 620 m d'altitude. Sa superficie est de 5,71 km2. La ville est traversée par la route provinciale 46 qui relie les quartiers nord-est de Régina à Balgonie ainsi que par le chemin de fer transcontinental du Canadien Pacifique. Pilot Butte forme avec White City, et des quartiers résidentiels ou d'activités de la municipalité rurale d'Edenwold n°158 une banlieue de Régina.  Du point de vue hydrographique, Pilot Butte se situe aux abords du ruisseau de Pilot Butte qui rejoint la Wascana à Régina .
Pilot Butte est une cité dortoir de Régina, un centre de service et recréatif.

## Histoire
Pilot Butte se développe à partir de 1882, le village possède une carrière qui fourni gravier et sable pour la construction du chemin de fer du Canadien Pacifique. Une briqueterie est active jusqu'à la première guerre mondiale. La municipalité décline rapidement et est supprimée dès 1923. Elle est refondée en 1963.

## Démographie
Le bourg connaît une croissance importante. Au recensement de 2021, la municipalité urbaine de Pilot Butte atteint 2638 habitants sur 5,71 km2 tandis que la municipalité rurale d'Edenwold en compte 4466 sur 848,84 km2 et White City 3702 sur 7,56 km2.
| 1971 | 1976 | 1981  | 1986  | 1991  |
| ---- | ---- | ----- | ----- | ----- |
| 403  | 585  | 1 262 | 1 387 | 1 450 |

| 1996  | 2001  | 2006  | 2011  | 2016  |
| ----- | ----- | ----- | ----- | ----- |
| 1 469 | 1 850 | 1 867 | 1 843 | 2 137 |

| 2021  | - | - | - | - |
| ----- | - | - | - | - |
| 2 638 | - | - | - | - |